# イオン木曽福島店
イオン木曽福島店（イオンきそふくしまてん）は、長野県木曽郡木曽町にあるイオンリテール株式会社が運営する総合スーパー（GMS）。

## 沿革
1910年（明治43年）3月31日に当時の西筑摩郡福島町305番地に小島喜兵衛を無限責任社員として資本金500円で「合資会社小島商店」を設立し、海産物・雑貨・酒類・荒物などの販売を行っていた。
1961年（昭和36年）3月1日に当時の木曽郡木曽福島町5066-1に「おじまやスーパー」としてスーパーマーケットを開店した。
地場企業である小島屋商事とNACの共同出資によって発足した長野サンマートが、1978年に「サンマートオジマヤ駅前店」として開業した。
1979年（昭和54年）4月に「株式会社まるごん」が「株式会社長野サンマート」や「株式会社長野マート」と合併して「株式会社信州サンマート」となり、同年6月に「小島屋商事株式会社」を合併し、同社の運営となった。
1981年（昭和56年）6月1日には「株式会社信州サンマート」が佐久市の「株式会社いちかわファミリーデパート」と合併して「株式会社アライド信州」となり、「アライド信州木曽駅前店」へ改称された。
1996年（平成8年）に「株式会社アライド信州」から「株式会社マイカル信州」に商号を変更し、2000年（平成12年）に「マイカル」に全店舗の営業権を譲渡することになった。
2003年には「木曽福島サティ」に改称し、2011年3月1日にはイオンへの転換を機に「イオン木曽福島店」に店名変更した。

### 年表
- 1910年（明治43年）3月31日 - 当時の西筑摩郡福島町305番地に小島喜兵衛を無限責任社員として資本金500円で「合資会社小島商店」を設立[4]。
- 1961年（昭和36年）3月1日 - 当時の]木曽郡木曽福島町5066-1に「おじまやスーパー」としてスーパーマーケットを開店[6]。
- 1978年（昭和53年） - 長野サンマート運営の「サンマートオジマヤ駅前店[7]」として開店。[要出典]
- 1979年（昭和54年）6月 - 運営会社の合併に伴い、信州サンマート運営に移行[11]。[要出典]
- 1981年（昭和56年）6月 - 運営会社の合併に伴い、「アライド信州木曽駅前店」に改称[10]。
- 店名を「アスク木曽福島店」に改称[要出典][17]。
- 2000年（平成12年）11月 - 運営元のマイカル信州が親会社であるマイカルへ吸収合併され、営業移譲。[要出典]
- 2003年（平成15年） - 店名を「木曽福島サティ」に改称[14][15]。[要出典]
- 2011年（平成23年）3月1日 - イオンへの店名変更に伴い[16]、「イオン木曽福島店」に改称。

## フロア・テナント
当店は食品館と衣料館から構成されている。食品館は平屋建てで、1階には食料品売場が、屋上には屋上駐車場がある。衣料館は2階建てで、衣料・日用品を販売する。食品館と衣料館は1階にある2か所の通路で接続している。エレベーターやエスカレーターは設置されていない。テナントとしては、ベーカリー1店舗のみが入居する。

## アクセス
県道461号沿いに位置している。

### 鉄道
- 木曽福島駅（JR東海・中央本線）から徒歩で約10分[21]。

### 自動車
平面駐車場と屋上駐車場を構える。

## 周辺
- 松本信用金庫 木曽福島支店
- 木曽福島駅
- 木曽警察署 木曽福島駅前交番
- 長野県木曽青峰高等学校